# 朱利安·奥弗雷·拉·美特利
拉美特利（法語：Julien Offray de La Mettrie，1709年11月23日—1751年11月11日），法国启蒙思想家、哲学家，机械唯物主义的代表人物。著有《人是机器》等。

## 生平
拉美特利1709年出生于法国一个商人家庭，从小对自然科学感兴趣。1728年获得博士学位，写过很多医学专业的著作。在医学界受到保守势力的反对，使得他转向唯物主义和无神论。

## 观点

### 人是机器
拉美特利继承和发展了笛卡尔的物理学，但是抛弃了笛卡尔的二元论，他认为物质是唯一的实体，人和动物一样，也是机器。拉美特利在其著作中论证物质本身包含运动能力，有感受性，所以构成了动物和人的心灵。其次，在物质的运动，分解和组合中，经过数不清的配合，会创造出有生命的物种，并由此发展成能思维的人。

## 著作
- 《人是机器》
- 《心灵的自然史》
- 《伊壁鸠鲁的体系》